# Metoda šedé skály
Metoda šedé skály (anglicky The Grey Rock Method) je psychologická obranná technika, která se používá pro zvládání interakcí a komunikaci s obtížnými nebo manipulativními lidmi, zejména s těmi, kdo vykazují narcistické sklony, poruchy osobnosti nebo toxické způsoby chování. Spočívá v tom, že člověk reaguje neutrálně, nevýrazně a bez emocí. Představuje si, že pro protějšek je „šedou skálou“. Tím, že se člověk chová nezajímavě a omezuje komunikaci na minimum, činí interakci pro manipulativního jedince nezajímavou, protože tito lidé často cíleně vyhledávají dramatické nebo silné emocionální reakce. Metoda šedé skály se využívá v situacích, kdy není možné využít metodu nulového kontaktu nebo omezeného kontaktu, například v rodině, při vztahu rodič a dítě (případně v sourozeneckém vztahu) či v práci, a slouží k ochraně osobních hranic a zachování emocionální i fyzického zdraví.

## Provádění metody

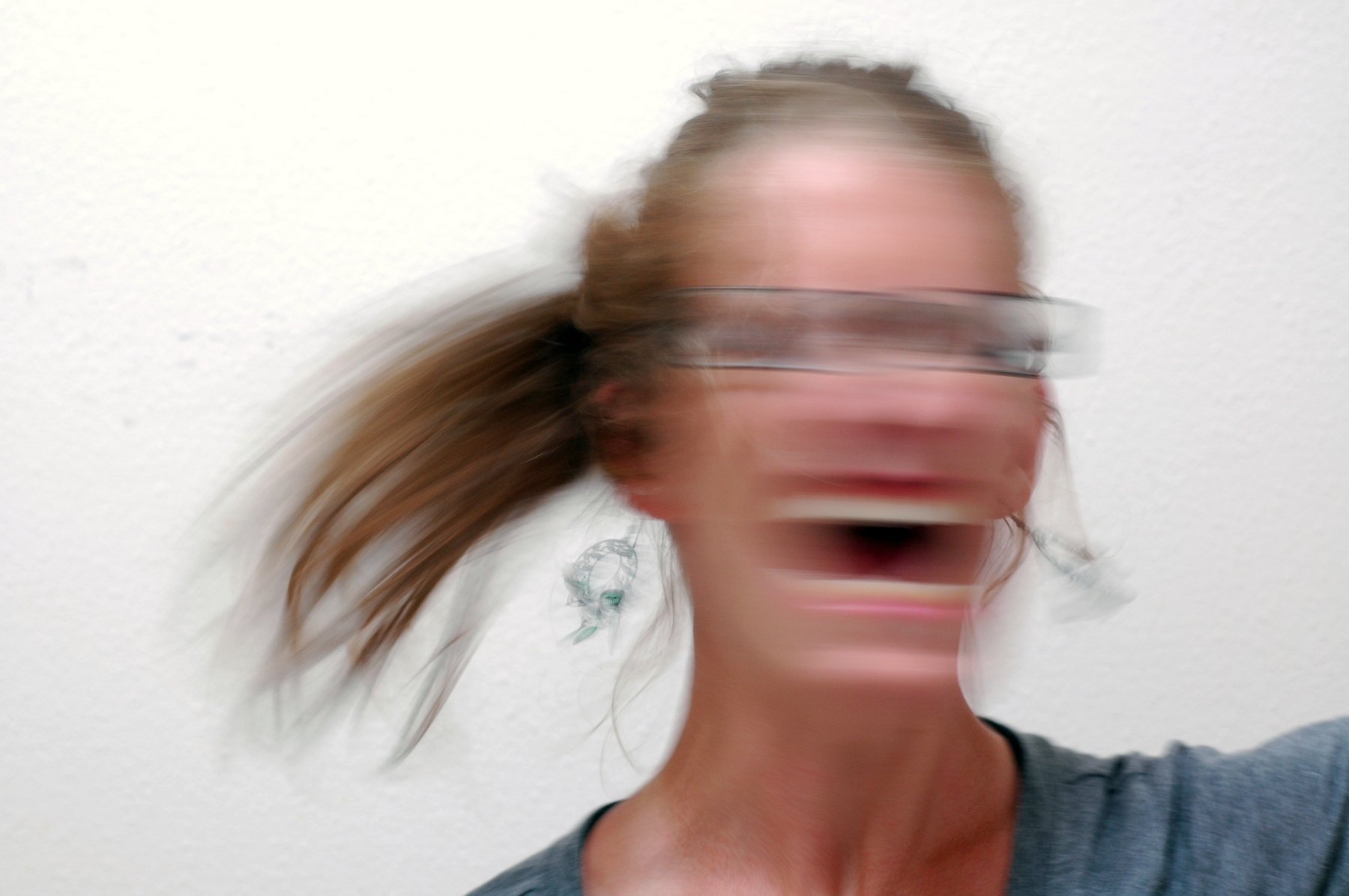
Omezení prožívání emocí je důležité při praktikování metody šedé skály

Cílem při provádění metody je co nejvíce se přiblížit názvu samotné metody. Být pro komunikačního partnera nezajímavým, nudným a šedým. Jedním ze způsobu, jak toho docílit, je omezení interakce a komunikace na úplné minimum. 
- Neutrální reakce: Lze odpovídat jednoduše a bez emocí. Používají se jednoslovné odpovědi nebo krátké fráze. Lze se také vyhýbat sdílení podrobností o životě nebo pocitech.[2]
- Omezení sdílení osobní informací: Zahrnuje to nesdílení plánů, názorů, ani emocí. Osoba se také může vyhýbat poskytování informací, které by manipulativní nebo toxická osoba mohla využít ve svůj prospěch.[2]
- Zaměření na fakta: Při konverzaci se lze zaměřit na emocionálně neutrální fakta.[2]
- Nenápadnost: Chování zůstává nezajímavé a pro komunikačního partnera šedé. Lze zůstat v klidu a nezapojovat se do rozhovorů, které by mohly vyvolat drama nebo přitáhnout pozornost.[2]
- Omezení očního kontaktu: Oční kontakt může vyvolat emocionální reakci.[2]
- Odstup: Omezení osobního kontaktu a setkání s konkrétní osobou na nezbytné minimum. Vyhýbání se osobní konfrontaci pomůže zůstat v klidu a zachovat si emocionální odstup. Pro komunikaci s problematickou osobou lze využít převážně psanou formu komunikace – mobilní telefon (zasílání SMS), sociální sítě, e-mail či dopisy.[2]
- Trpělivost a konzistence: Některým lidem může chvíli trvat, než zjistí, že nezískají žádnou emocionální reakci. Významně to ulehčuje vytrvalost a dodržování neutrální strategie.[2]